# Nonac
Nonac ist eine Gemeinde mit 258 Einwohnern (Stand 1. Januar 2022) im Département Charente in der Region Nouvelle-Aquitaine in Frankreich.

## Lage
Nonac liegt im Südosten der historischen Provinz und Kulturlandschaft des Angoumois, einem Teil der Landschaft der Charente. Bis nach Angoulême sind es etwa 35 Kilometer (Fahrtstrecke) in nördlicher Richtung; in westlicher Richtung liegt in etwa 20 Kilometer Entfernung die Stadt Barbezieux-Saint-Hilaire.

## Bevölkerungsentwicklung
| Jahr      | 1962 | 1968 | 1975 | 1982 | 1990 | 1999 | 2006 | 2016 |
| Einwohner | 415  | 414  | 389  | 327  | 290  | 315  | 308  | 291  |

Zu Beginn des 19. Jahrhunderts hatte Nonac noch deutlich über 1200 Einwohner. Seitdem nahm die Bevölkerung des Ortes beständig ab, was im Wesentlichen auf die Reblauskrise im Weinbau am Ende des 19. Jahrhunderts und die zunehmende Mechanisierung der Landwirtschaft im 20. Jahrhundert zurückzuführen ist.

## Wirtschaft
Die Landwirtschaft spielt schon seit Jahrhunderten die dominierende Rolle im Wirtschaftsleben der Gemeinde, deren Böden zu den Fins Bois des Weinbaugebiets Cognac gehören. Doch wegen der Absatzkrise bei teuren Weinbränden und selbst bei Wein werden kaum noch Rebstöcke angepflanzt; viele Bauern in der Umgebung sind wieder zur 'normalen' Bewirtschaftung ihrer Felder zurückgekehrt.

## Geschichte
Die Existenz einer romanischen Kirche lässt auf eine weit zurückreichende Besiedlung des Ortes schließen.

## Sehenswürdigkeiten
- Etwa einen Kilometer nordöstlich liegt das ehemalige Schloss La Léotardie versteckt in einem Waldgebiet und umgeben von Feldern. Es ist ein imposanter Baukomplex aus dem 14. und 15. Jahrhundert, der später um eine doppelgeschossige Renaissance-Galerie erweitert wurde, bei der es sich um Bauteile eines zerstörten Kreuzgangs handeln könnte. Eine freistehende große Scheune (grange) stammt aus dem 18. Jahrhundert. Die gesamte Anlage befindet sich heute in Privatbesitz; sie dient als Gutshof und ist normalerweise nicht zu besichtigen. Seit 1944 ist sie als Monument historique[1] anerkannt.

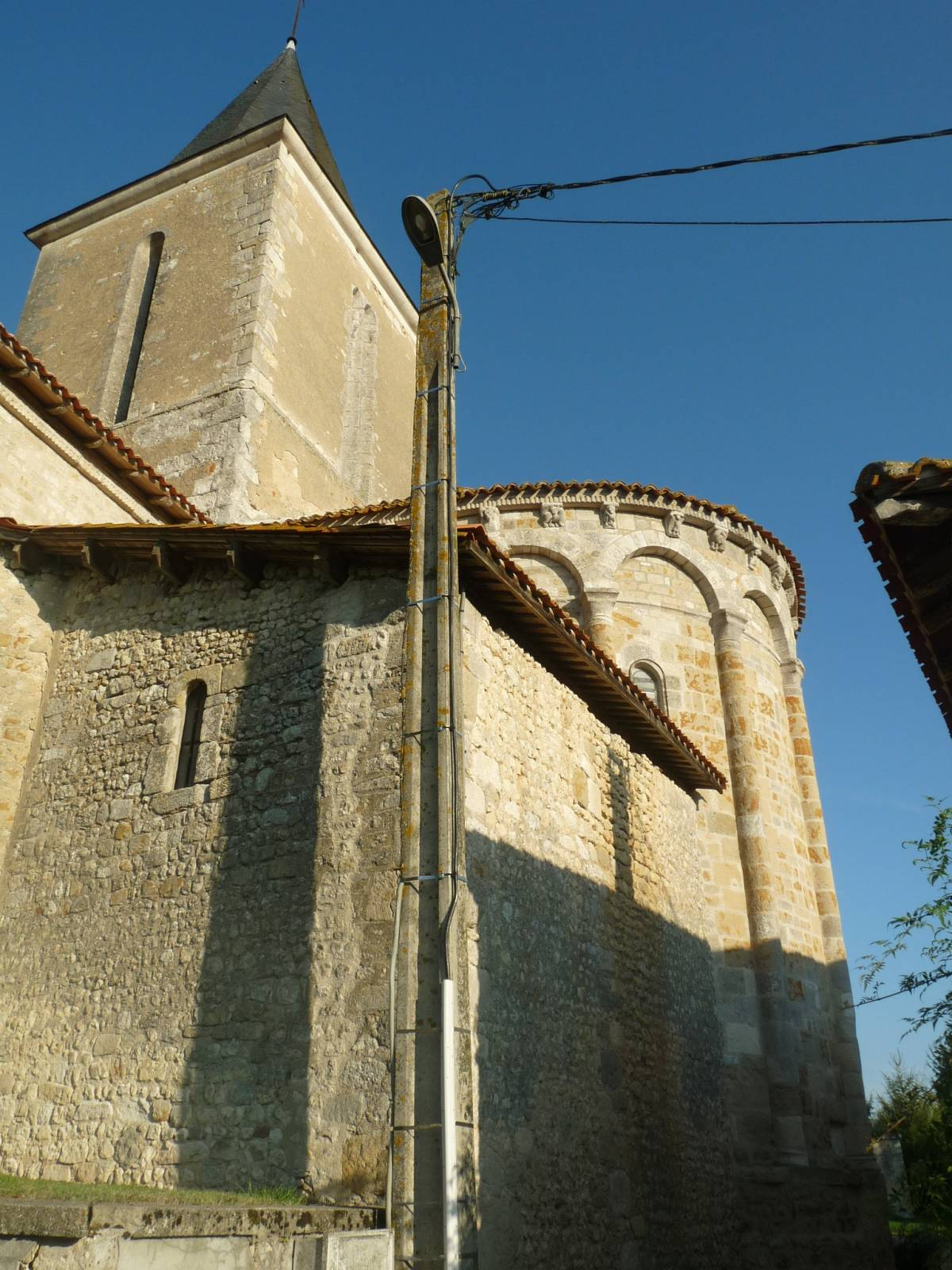
Apsis der Kirche Saint-Hilaire

- Die Pfarrkirche Saint-Hilaire entstand im 12. Jahrhundert über einer Krypta aus derselben Zeit. Wichtigste Bauteile sind Apsis und Chorjoch, die außen von insgesamt neun Blendarkaden eingefasst sind, in die wiederum drei Fenster eingeschnitten sind. Im 19. Jahrhundert wurden die Außenwände des Kirchenschiffs erhöht, um auf einer hölzernen Unterkonstruktion ein Stuckgewölbe einziehen zu können. In die vollkommen schmucklose Westfassade ist ein einfaches Archivoltenportal mit angespitztem Bogenscheitel eingelassen. Auch das mit einem Querhaus versehene einschiffige Innere ist weitgehend dekorlos – in der Apsiskalotte wurden jedoch spärliche Reste eines mittelalterlichen Freskos mit einer von den Evangelistensymbolen umgebenen Pantokrator-Darstellung freigelegt. Die Rückwand der Krypta ist mit einer gemalten Kreuzigungsszene aus dem 15. oder 16. Jahrhundert geschmückt. Bereits seit dem Jahr 1913 ist der Kirchenbau als Monument historique[2] anerkannt.
- Ein mit einem steinernen Pyramidendach gedeckter ehemaliger Brunnen steht an einer Straße im Ortszentrum.